# ذى رزن (الشعر)

تعديل مصدري - تعديل

ذى رزن هي إحدى قرى عزلة العبس بمديرية الشعر التابعة لمحافظة إب، بلغ تعداد سكانها 814 نسمة حسب تعداد اليمن لعام 2004.